# Audi S4
Az Audi S4 elnevezés eredetileg az Audi 100-as sportverziójának volt a neve, majd a 90-es években történt modellnévváltások után, az Audi A4-es sportverziójaként gyártották.
A generációi kombi, limuzin és kabrió változatban voltak megvásárolhatóak.
Mint a legtöbb Audi S modell, az S4 is csak az Audi Quattro négykerékhajtású rendszerével volt elérhető, amely a Torsen-alapú, állandó (nem kikapcsolható) négykerékhajtást használta. Az S4-esek nagyobb és erősebb motorokat kaptak, mint az A4-esek, nagyobb teljesítményű fékeket és felsőkategóriás felfüggesztést, ami más A4-es modellekhez nem elérhető.

## C4 generáció (1992–1994)

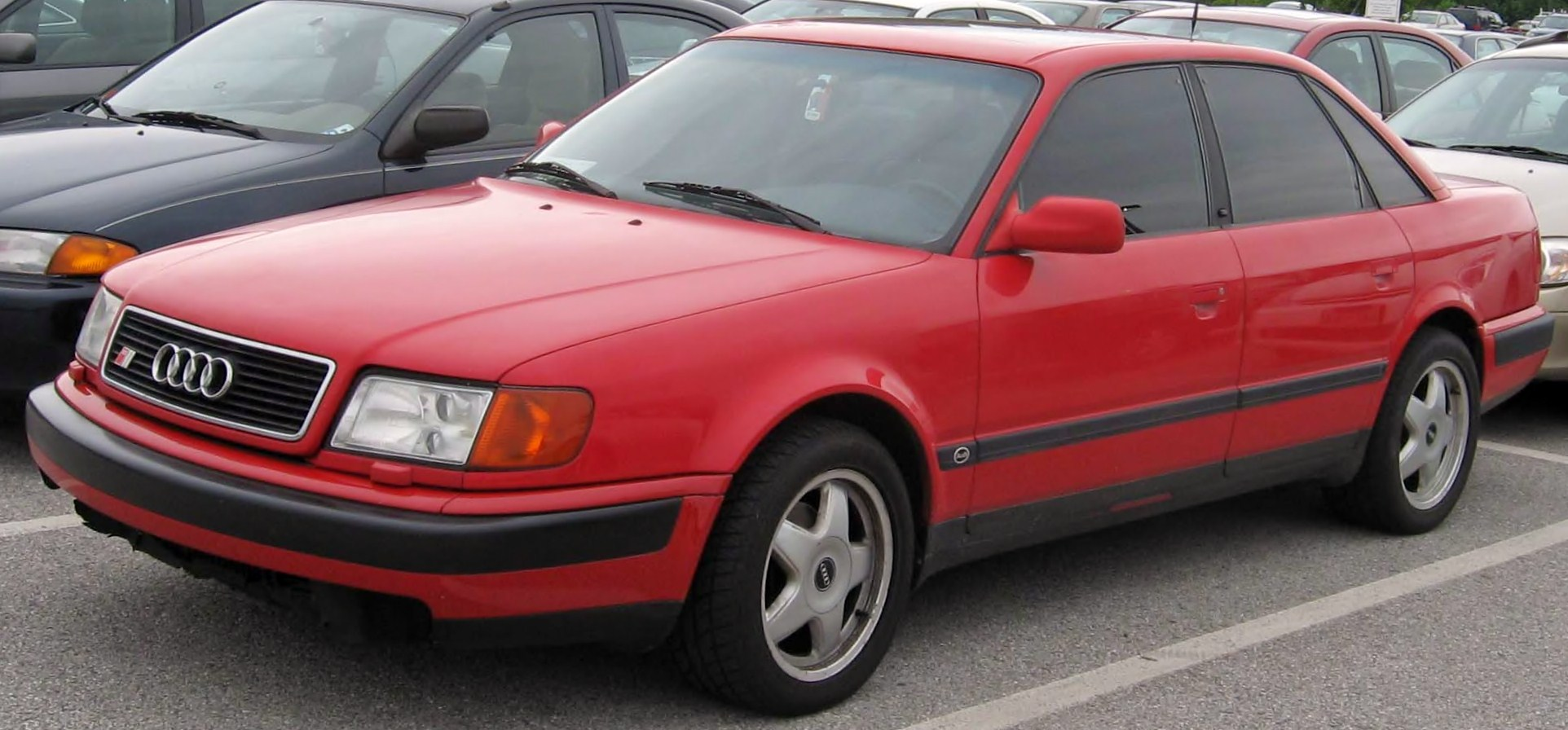
Első generációs S4

Az Audi a 90-es évek elején alakította át modellpalettáját, és 1992-ben mutatta be az S4-et, mint az Audi 100-as felfrissített modelljének nagy teljesítményű változatát. Annak ellenére, hogy a Volkswagen C4 platformját használta, és a legtöbb alkatrész az Audi 100-asból származott, az S4 valójában az Audi 200 quattro turbo szerepét vette át, mivel annak gyártását az előző évben fejezték be. Mivel ez az Audi első S4-es modellje, gyakran jelölik Ur-S4-nek, a német elnevezés (Ursprung – eredeti) alapján.
Mivel az Audi döntése értelmében megszüntette az Audi 100-as elnevezést 1994-ben, és azt A6-osként nevezték a későbbiekben, ezt a modellt S6-osnak nevezték, jóllehet csak néhány apró kozmetikai dolgot változtattak rajta. Továbbá megjelent egy limitált kiadás, "S6 Plus" névvel, ami már V8-as motorral volt szerelve. Miután az első A6-os generációt 1997-ben felváltotta a C5-ös platformú modell, az S4-es és az S6-os modell teljesen elkülöníthető lett egymástól.
Motor
Az S4-est világszerte az Audi 2,2 literes (2226 köbcentis), 20 szelepes, soros 5 hengeres motorjával árusították. A motor 230 lóerőt (169 kW-ot), és 350 Nm forgató nyomatékot állított elő. A Bosch Motronic motorvezérlő biztosította az üzemanyag ellátást.
A 280 lóerős (206 kW), V8-as motor az európai vevők számára volt elérhető opcióként.
Az alapfelszereltségben 5 vagy 6 sebességes kézi váltóval szerelték, Észak-Amerikában csak ötsebességes váltóval volt vásárolható, de opcióként négysebességes automatával is elérhető volt. Alapfelszereltség volt a Torsen-alapú (T-1-es) quattro állandó összkerékhajtás.
A leggyakoribb modell a 2.2 literes motorral ellátott, 5 sebességes modell volt, ami tekintélyt parancsoló, 6,8 másodperces gyorsulást ért el a 0–100 km/órás mérések során.

## B5 generáció (1997–2002)

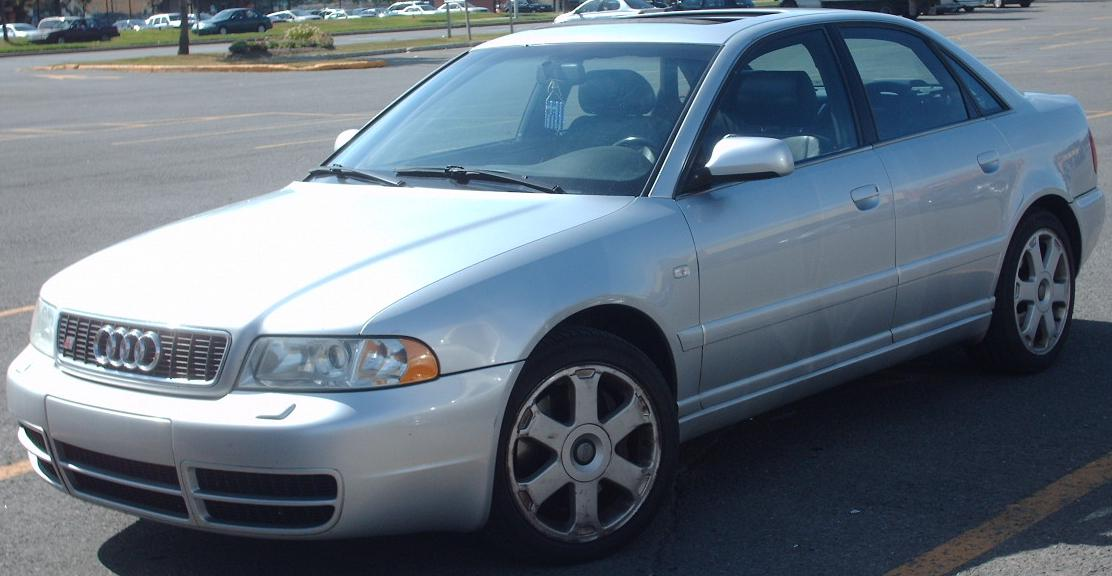
Második generációs S4

A második generációs S4, vagy pontosan Audi S4 quattro 1997-ben jelent meg, mint a Volkswagen B5 platformjának Audi A4-es sportváltozata. Észak Amerikában csak 2000-ben jelent meg.
Elérhető volt mind négyajtós, mind kombi (Avant) kivitelben, az Avant változat 1998-ban jelent meg. A B5 generációs S4 gyártása 2001-ben fejeződött be, ezután már csak raktárkészletet árusítottak.
Motor
A B5-ös S4-es Audi motorja egy 2.7 literes, (2671 köbcentis) biturbóval ellátott, 90 fokos hengerszögű, harmadik generációs öntöttvas V6-os motor volt. Könnyűfém hengerfejjel, hengerenként öt szeleppel rendelkezett, dupla vezérműtengellyel és változtatható szívóoldali szelepvezérléssel és kétoldali töltőlevegő hűtővel volt ellátva. A motor teljesítménye 265 lóerő (195 kW) volt, forgatónyomatéka 400 Nm. A motorelektronika Bosch Motronic 7.1 rendszerű volt, aminek a segítségével a motor teljesítette az EU3-D károsanyag-kibocsátási normát is. Az Észak Amerikai piacra 253 lóerőre és 350 Nm-es forgatónyomatékra szabályozva vezették be, hogy teljesítse az ottani károsanyag-kibocsátási szabályokat.
A B5 generációs S4-es a 0–100 km/óra gyorsulást 5,6 másodperc alatt teljesítette, a végsebessége elektronikusan volt 250 km/órára limitálva. Ezzel megjelenésekor az Audi leggyorsabb négyajtós modellje, és a világ egyik leggyorsabb négyajtósa volt.
A 2,7 literes erőforrás népszerű a tuningolók körében, mivel sokféle teljesítménynövelő készlet létezik hozzá. A későbbi RS4 modell erőforrásánál alkalmazott módosításokat túlnyomórészt az S4-esen is el lehet végezni utólagosan. A tengerentúlon általában bőven 400 LE fölötti teljesítményt hoznak ki belőlük és ennek ellenére hosszútávú mindennapos használat ellenére sem túl gyakoriak az idő előtti elhasználódások. Ezek a módosítások általában a turbofeltöltők K-04 típusra cserélését, sportkipufogó rendszer felszerelését, növelt kapacitású üzemanyagrendszert és erősebb tengelykapcsoló beépítését és néhány egyéb alkatrész cseréjét takarják csak. A motorblokk belsejéhez nem kell hozzányúlni több mint 1,5-szeresre növelt teljesítmény esetén sem, mert bírják az igénybevételt.

## B6 generáció (2003–2005)

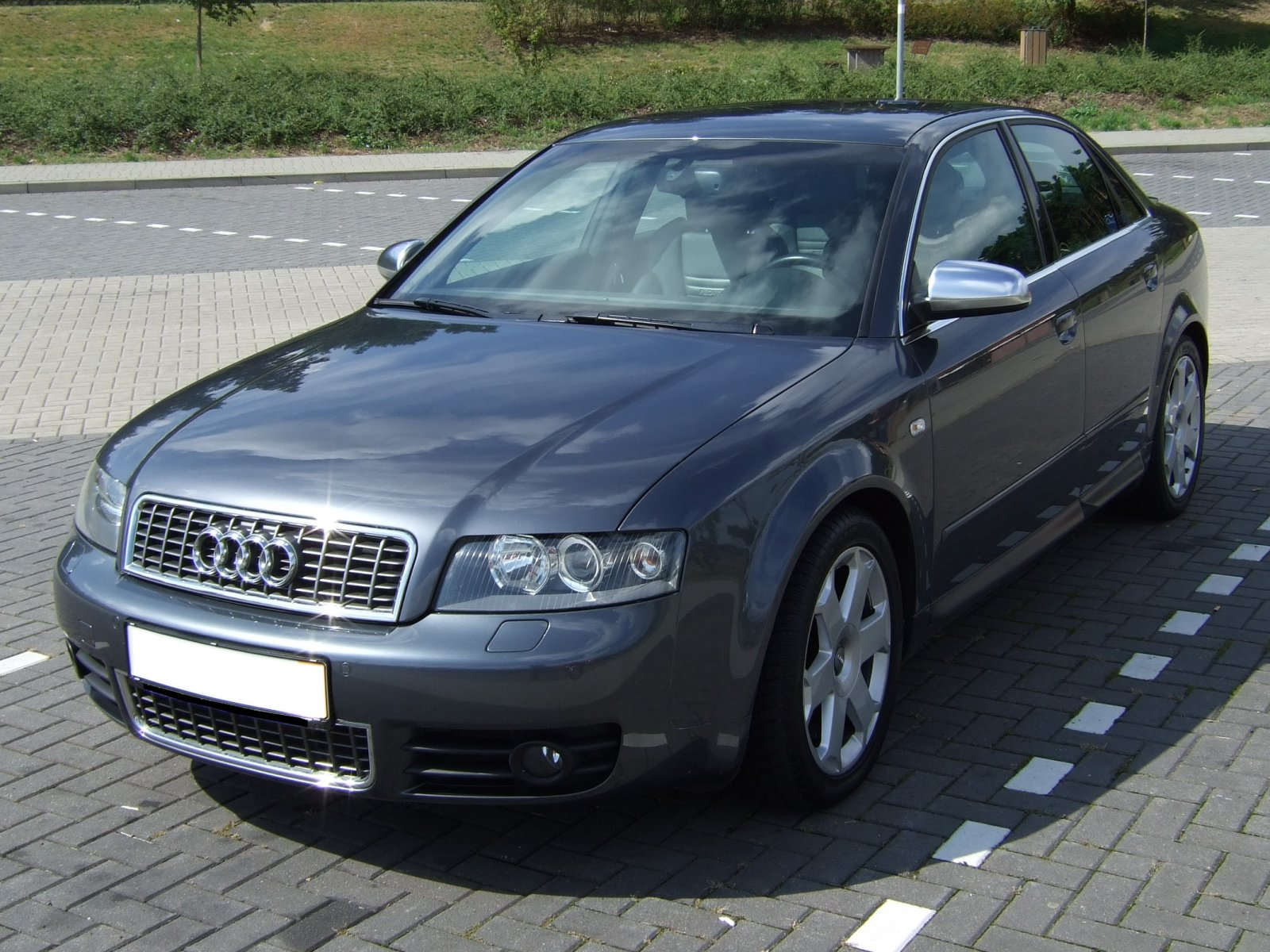
B6-os generációjú Audi S4-es

Ez a generáció 2003 közepén jelent meg, a Volkswagen csoport B6-os platformján. A legszembetűnőbb újdonság a 4,2 literes, V8-as motor volt.
Árusították 4 ajtós, 5 ajtós kombi és 2 ajtós kabrió kivitelben is. A csúcssebesség elektronikusan volt 250 km/h-ra fojtva. A gyorsulása 0–100 km/h-n mérve kézi váltóval 5,6 másodperc. A kocsi hossza: 4575 mm, szélessége: 1781 mm, magassága: 1415 mm volt. Tengelytávja: 2651 mm.
Motor
Az előző generáció biturbó V6-osát egy teljesen alumíniumból álló V8-as cserélte le. A 4,2 literes motor 40 szelepes volt, dupla vezérműtengelyes, és 344 lóerőt teljesített, és 410 Nm-es forgatónyomatéka volt. Ezzel erősebb modell volt, mint például az RS2, vagy majdnem olyan erős, mint az előző generációs RS4. A motorelektronikát a Bosch biztosította a Motronic 7.1.1-es verziójával, a nyolc henger gyújtása külön-külön vezérelhető volt.
Mint az elődjei is, ez a modell is Getrag gyártmányú hatsebességes kézi váltót kapott, és Torsen T-1 alapú állandó összkerékhajtást. A végső áttétellel 1000 1/perces fordulatszámon 41 km/órát lehet elérni.

## B7 generáció (2006–2008)

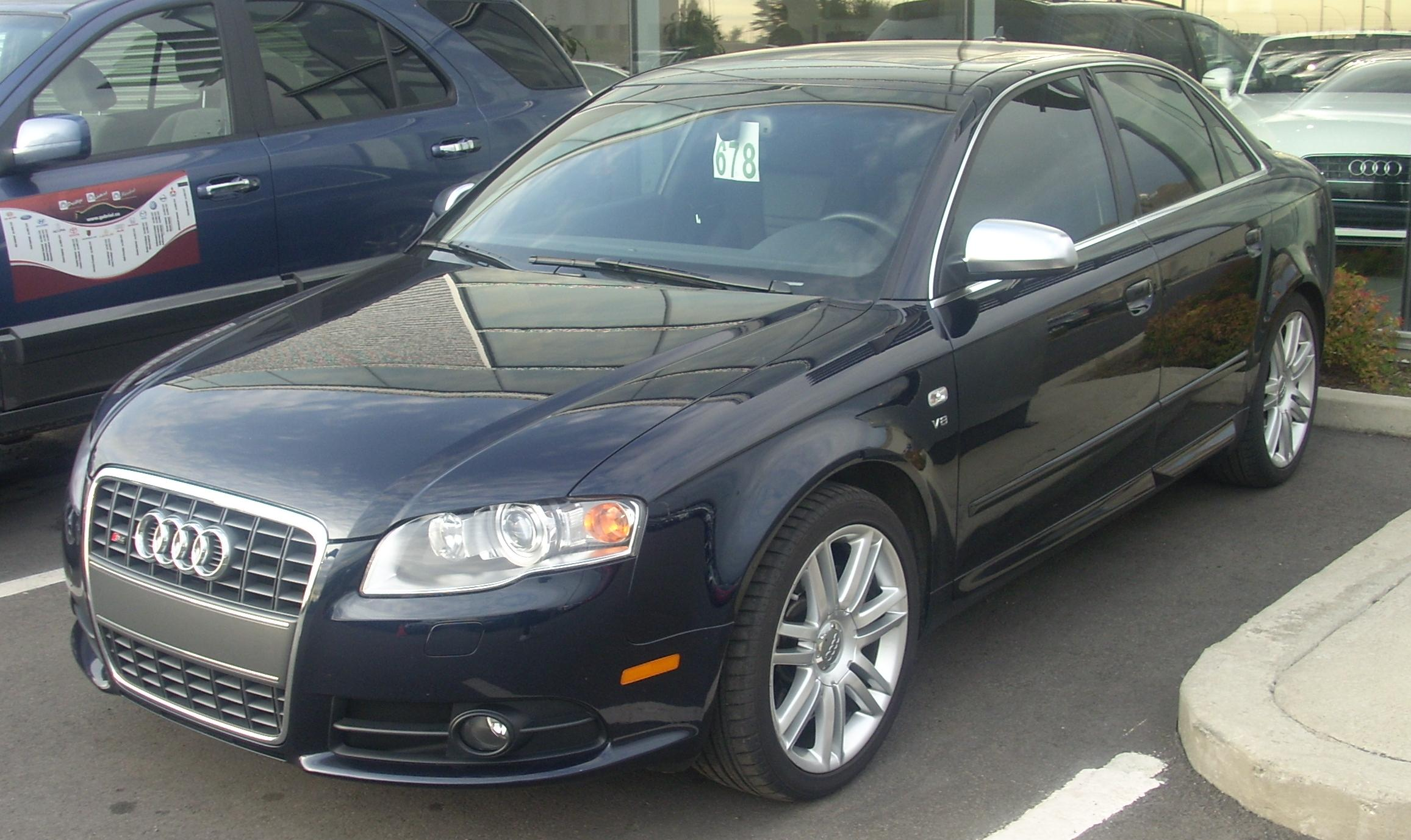
B7-es generációjú Audi S4-es

Az Audi B7-es generációjú Audi S4-ese a szintén B7-es generációjú Audi A4-esen alapul, amit 2005 végén mutattak be. Jóllehet az Audi egy teljesen önálló és új autóként mutatta be, de láthatóan csak az autó kozmetikázása történt meg, illetve a beltér kis mértékű átalakítása.
Ugyanazt a 4,2 literes V8-as motort kapta, mint elődje, ugyanakkora, 344 lóerős teljesítménnyel, amelyet 7000 1/perces fordulatszámon ad le, és maximális forgatónyomatéka 410 Nm, 3500 1/perces fordulatszámon.
Volt néhány mechanikai változtatás is, mint például a lökhárítók módosítása, valamint a Torsen T-3-as differenciálmű ami kéziváltóval kombinálva alapbeállításban 60%-40% arányban osztja meg a nyomatékot az első tengely javára. Továbbá megtalálható benne a Bosch 8.0-s ESP menetstabilizáló rendszere.
Audi S4 25quattro
Az Audi a quattro hajtás 25. évfordulójára adta ki ezt a modellt, kizárólag az USA-ban. Megkülönböztetett felszereltségi szinttel rendelkezett.

## B8 generáció (2009–)

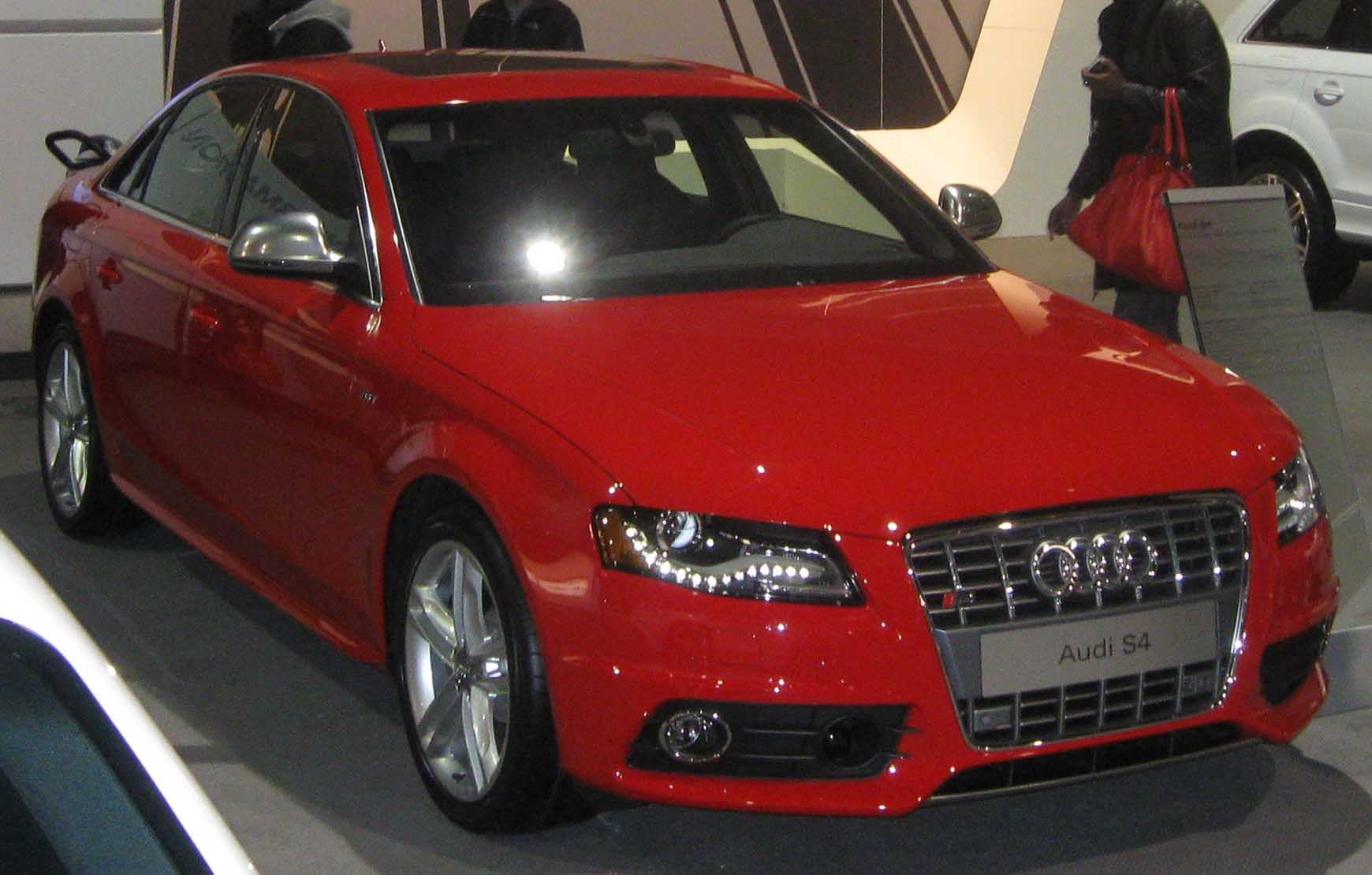
B8-as generációjú Audi S4-es

Az Audi S4 B8-as generációja 2009 tavaszán jelent meg, amit az Audi A4 B8-as generációjára alapoztak.
A környezetkímélés érdekében, ebben már egy V6-os hengerelrendezésű közvetlen befecskendezésű motor található, aminek a teljesítményét a gyors reagálás érdekében, turbófeltöltés helyett nagy teljesítményű kompresszorral növelték meg. Ezt a motort 2008-ban az Audi A6-osban mutatták be, alacsonyabb teljesítménnyel. Így a 3 literes, TFSI motor 333 lóerőt képes kifejteni, legnagyobb forgatónyomatéka 440 Nm. Rendelhető hozzá 6 sebességes kézi, vagy 7 sebességes S-tronic duplakuplungos váltó is.
Ugyan ez kevesebb, mint az előző generációnál, de a kisebb motor és a kisebb tömeg, illetve a lassabb reagálású turbó helyetti gyors reagálású kompresszorral lélegeztetett motor rugalmasabb karakterisztikával rendelkezik, mint elődje, és az előzetes mérések alapján, a 0–100 km/óra gyorsulást is a korábbinál 0,1 másodperccel hamarabb, a négyajtós 5,1 és a kombi (Avant) 5,2 másodperc alatt teljesíti. A végsebessége 250 km/óra, elektronikusan leszabályozva.

## Fordítás
- Ez a szócikk részben vagy egészben  az   Audi_S4 című angol Wikipédia-szócikk fordításán alapul.  Az eredeti cikk szerkesztőit annak laptörténete sorolja fel. Ez a jelzés csupán a megfogalmazás eredetét és a szerzői jogokat jelzi, nem szolgál a cikkben szereplő információk forrásmegjelöléseként.